# Falsch
Pour plus de détails, voir Fiche technique et Distribution.
Falsch est un drame de Jean-Pierre et Luc Dardenne, inspiré par la pièce de théâtre homonyme écrite par René Kalisky entre 1979 et 1981.  
Premier long-métrage des frères Dardenne, Falsch a été réalisé en 1986, coproduit par Dérives (maison de production des frères Dardenne), la RTBF Liège, Arcanal et le Théâtre de la Place.

Le tournage s'est effectué de nuit, à l'aéroport d'Ostende, qui était normalement ouvert au trafic aérien le jour.

## Synopsis
À la tombée de la nuit, un quadrimoteur vient d'atterrir dans un aéroport de campagne. Un seul passager descend, Joe, dernier survivant de la famille juive Falsch. Voilà quarante ans qu'il a quitté Berlin – en 1938. Dans la salle d'arrivée, sa famille morte est là : les parents, la sœur, le frère, la belle-sœur, la tante – morts dans les camps de concentration –, l'oncle et son épouse – exilés en Angleterre, passés en Palestine et revenus mourir à Berlin – et Lili la jeune allemande, fille d'un nazi, qu'il a aimée et qui est morte sous les bombardements de Berlin. Une nuit de fête mais aussi de face à face dramatique pour ces treize personnes qui toutes ont souffert. Où était, où se trouve la culpabilité ? Et la place des survivants dans l'Histoire ?

## Film atypique
Après les documentaires sur la Wallonie en déclin, Jean-Pierre et Luc Dardenne créent leur première œuvre de fiction dans une forme particulière qu'ils n'abordent plus ensuite.

« Notre volonté d'explorer les rapports entre le théâtre et le cinéma. En n'en faisant pas la captation d'une pièce de théâtre déjà mise en scène pour le théâtre et en ne faisant pas non plus une adaptation cinématographique qui ne retiendrait que l'idée de la pièce et qui nierait son texte, nous voulons explorer une forme, un style qui retrouve le cinéma en se confrontant au texte théâtral, qui le retrouve par les cadrages, les regards, le montage, le décalage des voix par rapport au corps, le jeu des acteurs, le rapport à un lieu qui est entre le décor et la référence réaliste. Notre propos n'est pas de dire: comment va-t-on arriver à faire cinéma avec ce foutu texte de théâtre, mais de chercher un style, une écriture cinématographique qui parte de ce texte, qui vienne de sa confrontation avec lui, qui garde dans l'image la tension entre la scène et l'écran. Dans cette adaptation, nous essayons d'être fidèles à cet adage selon lequel le privilège d'une œuvre adaptée est de pouvoir naître deux fois. »

## Fiche technique
- Réalisateurs : Jean-Pierre et Luc Dardenne
- Musique originale : Jean-Marie Billy et Jan Franssen
  - extraits du Dies Irae (Oratorio d'Auschwitz) de Krzysztof Penderecki
  - de La Nuit transfigurée d'Arnold Schönberg (version originale et sextuor sous la direction de Pierre Boulez)
  - de la Kaiser Walser de Schönberg et de Swanee d'Al Jolson
- Image : Walther van den Ende et Yves Vandermeeren
- Montage : Denise Vindevogel
- Direction artistique : Wim Vermeylen
- Costumes : Colette Huchard
- Chorégraphie : Nicole Hanot
- Directrice de production : Geneviève Robillard
- Assistante réalisatrice : Anne Lévy-Morelle
- Son : Dirk Bombey et Dominique Warnier

## Distribution
- Bruno Cremer
- Jacqueline Bollen
- Nicole Colchat
- Christian Crahay
- Millie Dardenne
- Bérengère Dautun
- John Dobrynine
- André Lenaerts
- Christian Maillet
- Jean Mallamaci
- Gisèle Oudart
- Marie-Rose Roland
- François Sikivie